# جين مورغان
جين مورغان (بالإنجليزية: Gene Morgan)‏ هو ممثل أمريكي، ولد في 12 مارس 1893، وتوفي في 13 أغسطس 1940.

## أعمال

### أفلام
- (1940) فتاة الجمعة[1]

## وصلات خارجية
- جين مورغان على موقع IMDb (الإنجليزية)
- جين مورغان على موقع أول موفي (الإنجليزية)
- جين مورغان على موقع قاعدة بيانات الأفلام السويدية (السويدية)
- جين مورغان على موقع قاعدة بيانات الفيلم (الإنجليزية)